# Innocenzo III (antipapa)
Lando di Sezze, o Lanzo, noto anche come antipapa Innocenzo III (Sezze, XII secolo – Cava de' Tirreni, 1183 circa), fu antipapa dal 29 settembre 1179 al gennaio 1180.

## Biografia
Nato da una nobile famiglia di origine longobarda, fu nominato cardinale con il titolo di cardinale diacono di Sant'Angelo dall'antipapa Vittore IV; venne eletto antipapa il 29 settembre 1179 da alcuni baroni della campagna romana oppositori ghibellini di papa Alessandro III, essendo così il quarto degli antipapi sostenuti dal Barbarossa. In seguito però Alessandro riuscì, offrendo loro favori e prebende, a convincere i suoi sostenitori ad abbandonarlo. Nel gennaio 1180 Innocenzo III fu catturato a Palombara Sabina nel Castello Savelli Torlonia, proprietà di un parente di Vittore IV, ove si era rifugiato, deposto e confinato nell'abbazia di Cava de' Tirreni, dove rimase recluso fino alla morte.